# 长丰桥 (宁波)
长丰桥是中華人民共和國浙江省宁波市一座跨奉化江桥梁，主桥长226米，宽41.2米，主跨为132米，为下承式连续梁系杆拱桥，于2007年6月22日开工，2008年7月28日合龙，于2009年通车，是中国大陆首座倒三角式系杆拱桥。